# Castello di Terra
Il Castello di Terra è un'antica fortezza medievale posta nel centro urbano della città di Trapani, sul lungomare intitolato a Dante Alighieri.

## Storia
Il castello fu eretto nel corso del XII secolo,, sui resti di una fortificazione cartaginese costruita da Amilcare (ne narra Diodoro Siculo). 
Era situato alla bocca del canale che collegava il mare Tirreno al porto, e chiudeva la città dal lato opposto del Castello a mare. Fu poi ampliato alla fine del XIII secolo da Giacomo II d'Aragona.
Nell'Ottocento il castello fu ampliato e trasformato in caserma dai Borboni.
Fu poi abbattuto in parte negli anni settanta per costruire gli uffici della Questura. Nel 1992 la Soprintendenza di Trapani ha effettuato un restauro parziale e uno scavo archeologico.

## Descrizione
Il castello è caratterizzato da un impianto a quadrilatero, con mezze torri circolari di cortina e torri rettangolari agli angoli. Del complesso originario rimane l'intera facciata di nord-ovest, che chiude le mura di tramontana.